# Haderslev Amt
Haderslev Amt var et amt fra 1920 og indtil Kommunalreformen i 1970 og et amt i Hertugdømmet Slesvig før 1864.
Haderslev Amt bestod af fem herreder
- Frøs
- Gram
- Haderslev
- Nørre Rangstrup
- Sønder Tyrstrup

I 1864 blev Nørre Tyrstrup Herred overført fra Haderslev Amt til Vejle Amt. Efter Kommunalreformen i 1970 blev Haderslev Amt en del af det nye Sønderjyllands Amt.
Amtets sogne indgik i følgende kommuner i Sønderjyllands Amt:
- Christiansfeld
- Gram
- Haderslev
- Nørre-Rangstrup
- Rødding
- Vojens

Haderslev Amt blev efter Genforeningen indført i det danske nummerpladesystem med bogstavet D. I 1958 fik de tre sønderjyske amter alle samme kendingsbogstav, som blev Aabenraa-Sønderborg Amts N. Hermed fik Haderslev NA medens Toftlund fik ND.

## Amtmænd
Denne liste er ufuldstændig; hjælp gerne med at udfylde den.
Desuden uoverensstemmelser
- Før 1483-1494(?): Peter von Rantzau
- 1523-1539: Melchior Rantzau
- 1539-1542: Breide Rantzau
- 1542-1544: Henrik Rantzau til Tovskov (Haderslevhus- og Tørninglen)
- 1585-1593: Hans Blome
- 1593-1627: Gert Rantzau
- 1629-efter 1632: Georg Ahlefeldt
- 1642-1648: Ditlev Reventlow
- 1649-1670: Kay von Ahlefeldt
- 1670-1684: Conrad Reventlow
- 1715-1720: Baltzer Bentzen (borgmester i Haderslev, amtsforvalter og -inspektør)
- 1725-1731: Conrad Ditlev Reventlow
- 1731-1747: Carl Heinrich von Vieregge
- 1740-1752: Joachim Christoph von der Lühe
- 1752-1753: Matthias Güldencrone
- 1753-1783: Frederik von Klingenberg
- 1784-1787: Christian Ludvig von Stemann
- 1785-1787: Nicolai Theodor de Ployart
- 1789-1804: Johan Sigismund von Møsting
- 1805-1817: Cai Verner / Kai Werner von Ahlefeldt
- 1818-1850: Friedrich Johannsen (afsat af oprørerne 1848, genindsat 1849)
- 1851-1864: William Walker Stockfleth (konst. 1850)

Siden 1920:
- 1920-1931(?): Viggo Rothe Haarløv
- 1931-1946: Christian Ludvig Lundbye
- 1944-1972: Jens Pinholt